# Kenzie Taylor
Kenzie Taylor (Midland, 2 luglio 1990) è un'attrice pornografica statunitense.

## Biografia
Kenzie Taylor è nata a Midland, nell'omonima contea in Michigan, nel luglio 1990 da una famiglia di origine tedesca. È nella sua città natale che, dopo il diploma, ha ottenuto i primi contratti da modella. Ha frequentato l'università dove è diventata infermiera registrata, lavorando per un breve periodo nel settore infermieristico con una licenza LNP.
In seguito, ha lasciato il Michigan e si è trasferita a Tampa, in Florida, dove ha lavorato come spogliarellista in vari locali. Durante quel periodo, ha incontrato delle persone del cinema pornografico che le hanno permesso di ottenere i primi casting a Los Angeles, facendo poi il suo esordio da attrice pornografica nel 2015, all'età di 25 anni. Ha scelto il suo pseudonimo perché ha sempre amato il nome Kenzie, mentre Taylor deriva dal fatto che, come ha dichiarato, «almeno una volta alla settimana mi dicono che assomiglio molto a Taylor Swift, ma con le tette più grosse».

## Filmografia
- Future Angels 2 (2015)
- Beautiful Tits 3 (2016)
- Big Boob Orgy 5 (2016)
- Titty Creampies 9 (2016)
- Big Wet Tits 16 (2017)
- Daddy Loves My Big Tits 2 (2017)
- Slippery When Wet 2 (2017)
- Big Tit Office Chicks 5 (2018)
- Bossy Breasts 1 (2018)
- Thirsty For Some Titties 4 (2018)
- Big Titty Housewives (2019)
- Crush Girls: Kenzie Taylor (2019)
- Crush Girls: Peta Jensen (2019)
- Crush Girls: Romi Rain (2019)
- Big Tit Cougars (2020)
- Big Titty MILFs 29 (2020)
- Big Wet MILF Tits 3 (2020)
- Brooklyn (2020)
- Mommy Has Big Big Boobs (2021)
- Trailer Park Girls (2021)
- Stunning Beauties (2022)
- Top Heavy Sluts 3 (2022)
- Amazing Tits 14 (2023)
- Slippery When Wet 3 (2023)
- Push My Buttons (2024)
- Stacked 13 (2024)
- Priceless Memento (2025)
- Tempted By Desires (2025)